# NTGent

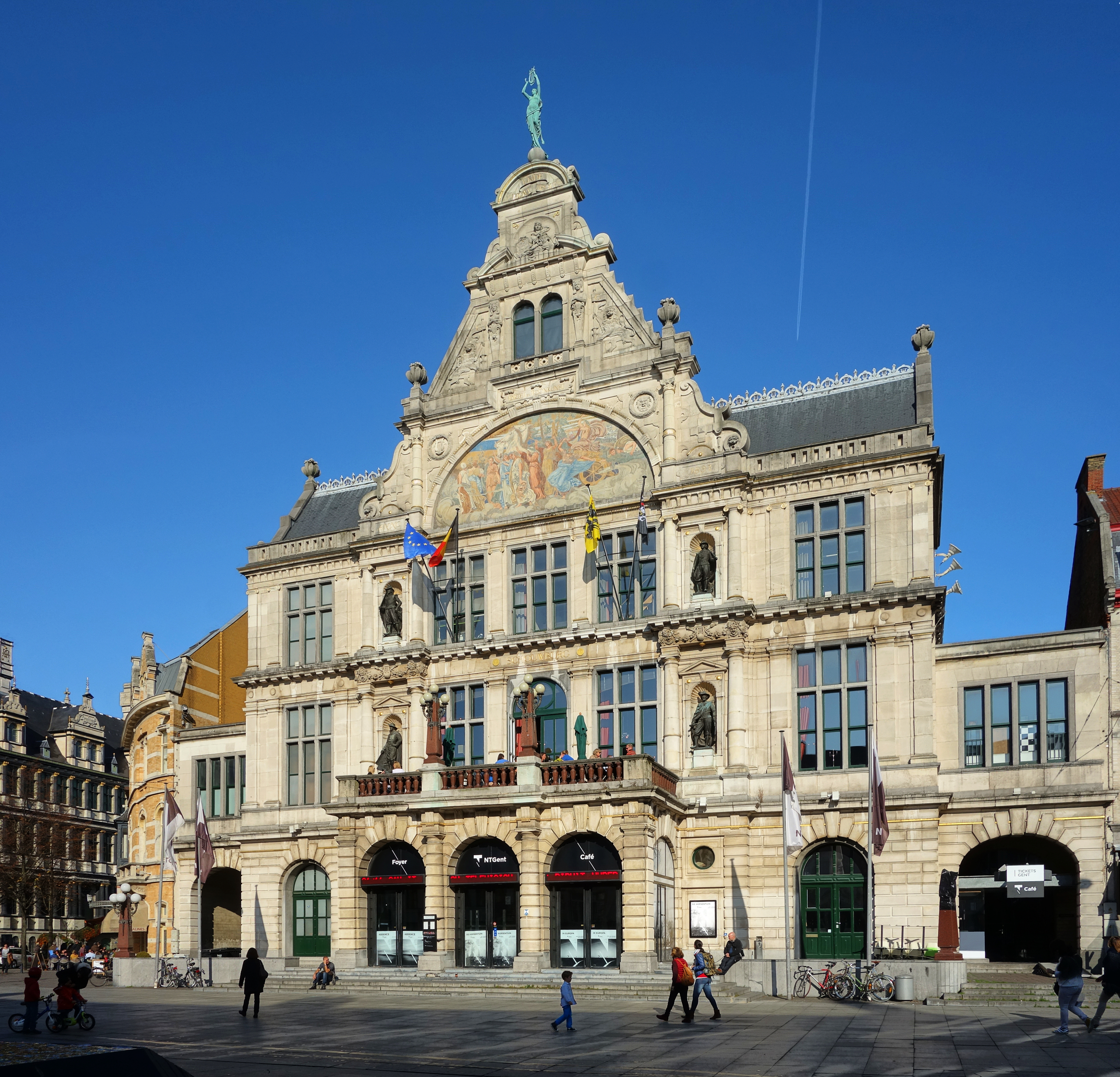
De Koninklijke Nederlandse Schouwburg (KNS), gebouwd in 1899 en thuisbasis van het NTGent

Het Nederlands Toneel Gent (NTGent of NTG) is een stadstheater in Gent opgericht in 1965. Het brengt als internationaal stadsgezelschap producties in de Koninklijke Nederlandse Schouwburg. Naast de voorstellingen in de schouwburg aan het Sint-Baafsplein, in Arca en in Minnemeers, zijn er samenwerkingsverbanden met Vooruit en Minard.
De artistieke leiding van NTGent is vanaf maart in handen van Zwitsers regisseur, socioloog en theatermaker Milo Rau. Stefan Bläske, zijn vaste dramaturg, fungeert als rechterhand en Steven Heene staat in voor de dagelijkse artistieke werking. Sinds 2018 staat Nathalie de Boelpaep in voor de zakelijke leiding.
Tot juni 2018 werkte NTGent met een vast acteursensemble, waar o.a. Elsie de Brauw, Wim Opbrouck, Els Dottermans, Steven Van Watermeulen, Frank Focketyn, Bert Luppes, An Miller, Chris Thys, Oscar Van Rompay, Lien Wildemeersch, Benny Claessens en Risto Kübar deel van uitmaken/uitmaakten.

## Stichting en bestuur
Op 28 oktober 1965 werd NTGent opgericht als stichting van openbaar nut (toen nog ‘instelling van openbaar nut’). Het wordt gesubsidieerd door de Vlaamse Gemeenschap en de Stad Gent.
De raad van bestuur wordt samengesteld uit leden aangeduid door de subsidiërende overheden, namelijk vijf leden vanuit de stad Gent, zes vanuit de Vlaamse Gemeenschap en twee vanuit de provincie Oost-Vlaanderen. Daarnaast is er plaats voor zes gecoöpteerde leden. Luc Van den Bossche is voorzitter sinds 2007.
Het NTGent kampte enkele jaren met financiële moeilijkheden.

## Koninklijke Nederlandse Schouwburg (KNS)
De Koninklijke Nederlandse Schouwburg staat in het centrum van de stad, binnen de driehoek kathedraal - belfort - stadhuis. De KNS werd opgetrokken in 1899 als vaste speelplek voor het ‘Nederlands Tooneel van Gent’ (1871-1945), een gezelschap dat daarvoor in de Gentse Minardschouwburg speelde. De stadsschouwburg fungeerde tussen 1945 en 1965 als het tweede plateau van de Antwerpse KNS. Pas in 1965 werd de KNS de thuisbasis van het NTG.
In de periode 1979-1993 werd de KNS grondig verbouwd en werd een huis in de Biezekapelstraat toegevoegd aan het gebouw. Tussen 1987 en 1993 werd de zaal grondig gerestaureerd en gerenoveerd, waardoor het NTG verschillende keren andere speelplekken moest zoeken. Een van die speelplekken was de Tolhuis-sportzaal. De totale kosten van de renovatie bedroegen 340 miljoen BEF.
In oktober 2016 startte NTGent opnieuw met ingrijpende verbouwingen aan de Schouwburg. Met het oog op modernisering staan er twee ingrepen op de agenda. Enerzijds worden de manuele trekken in de toneeltoren (de oude ‘scheepsmachinerie’ waaraan decorstukken worden bevestigd) vervangen door een computergestuurd model. Anderzijds wordt de laad- en loskade naar de linkerkant van de Schouwburg verplaatst, waardoor de kade direct toegankelijk wordt vanaf het Sint-Baafsplein. De plannen hiervoor zijn ontworpen door de B-architecten (Antwerpen). Voor de uitvoering van de werken ontvangt NTGent een subsidie van 2 miljoen euro, 500.000 euro voor de toneeltoren en 1,5 miljoen euro voor het aanpassen van de laad- en loskade.

## Artistieke leiding
Chronologisch volgens het jaar waarin ze zijn aangesteld.
- Dré Poppe, 1965
- Albert Hanssens, 1967
- Walter Eysselynck, 1972
- Jacques Van Schoor, 1976
- Jef Demedts, 1977
- Hugo Van den Berghe, 1991
- Jean-Pierre De Decker, 1997
- Martine Gos, Alain Pringels, Mathias Sercu en Domien Van Der Meiren, 2000
- Johan Simons, 2005
- Wim Opbrouck, 2010
- Johan Simons, 2015[6]
- Milo Rau, 2018

De Decker overleed onverwachts op 3 juni 2001. In de periode tussen zijn overlijden en het aanstellen van Simons was een vierhoofdig artistiek team verantwoordelijk.
In 2005 nam Simons de artistieke leiding op zich. Hij verliet NTGent in 2010 voor de Münchner Kammerspiele. Van 2010 tot 2015 was Opbrouck artistiek leider en lid van het acteursensemble. Zijn motto was ‘een huis van spelers’. Vanaf 2015 tot 2018 was de leiding opnieuw in handen van Johan Simons.

## Markante producties
Gif (2010) geregisseerd door Johan Simons, geschreven door Lot Vekemans in opdracht van NTGent. In wezen is Gif een theaterstuk over ‘wat er niet is en wel had moeten zijn’. Het toont hoe gescheiden ouders omgaan met het verdriet om hun gestorven kind. Het stuk werd bekroond met de Taalunie Toneelschrijfprijs 2010.
Platonov (2013) in een regie van Luk Perceval, met Bert Luppes in de titelrol. Perceval beende Tsjechovs jeugdstuk uit tot op het bot. De pianist Jens Thomas begeleidt live. Hij speelt en ‘beweegt’ over het speelvlak samen met de acteurs. Deze voorstelling werd in de pers geprezen en geselecteerd voor het Theaterfestival 2013.
Dit zijn de namen (2016) van de jonge regisseur Philipp Becker, werd als enige Belgische productie geselecteerd voor het Theaterfestival 2016. De Estlandse acteur Risto Kübar speelt de rol van de jongen en werd hiervoor genomineerd voor de Arlecchino – de prijs voor de beste mannelijke bijrol. Dit zijn de namen is een theaterbewerking van het boek van Tommy Wieringa. Dit boek werd in 2013 bekroond met de Libris Literatuur Prijs.